# Johann Paul Oettel
Johann Paul Oettel (* 18. Januar 1699 in Plauen; † 19. Dezember 1771 in Eibenstock) war ein deutscher Theologe und Chronist.

## Leben
Oettel wurde 1699 als Sohn eines Bürgers und Zinngießermeisters in der vogtländischen Stadt Plauen geboren. Ab dem Alter von vier Jahren erhielt er eine erste Schulbildung, ab 1706 in einer Lateinschule. 1712 schloss er seine Schulbildung zunächst ab, um das Zinngießerhandwerk in Schneeberg zu erlernen. Jedoch zwang ihn die Gicht, diese Ausbildung 1715 aufzugeben, so dass er fortan das Gymnasium in Altenburg besuchte. Seinen Unterhalt verdiente er sich dort als Privatlehrer sowie als Chormusiker. 1718 wandte er sich zunächst nach Jena und später nach Leipzig, wo er Privatvorlesungen in Theologie erhielt.
1725 wurde er von H. Ludolph Kasten, Oberförster zu Schöneck, als Privatlehrer seiner vier Söhne angenommen. Nach Eibenstock wurde er 1733 als Mädchenlehrer berufen, wo er fortan bis zu seinem Tode wirkte. Neben zahlreichen theologischen Schriften wie der mehrfach verlegten Aufrichtigen Nachrichten von dem Liede Jesus meine Zuversicht oder das Lutherische Paradieß-Gärtlein, widmete sich Oettel der Geschichte der Stadt Eibenstock sowie der umliegenden Gegend. Seine Eibenstocker Chronik von 1748 gilt als wertvolle Fundgrube für die erzgebirgische Heimatforschung allgemein wie auch für die Montanindustrie der Gegend mit seinen zahlreichen Hammerwerken.
Oettel heiratete 1735 Johanna Rosina Viehweg, Tochter eines Schichtmeisters aus Wildenthal, mit der er mindestens drei Kinder aufwachsen sah.
Als „der Heiligen Schrift beflißen und erster öffentlicher Lehrer bey der Jungfrauen Schule zu Eybenstock“ verstarb Oettel 1771.

## Werke
- Jesus das beste Weyhnacht-Geschencke, Leipzig 1722
- Die gewisse Erndte aller Menschen, Leipzig 1722
- Die sieben denckwürdigen Sonntag in der Fasten, und merckwürdigen Tage der Marter-Woche, Leipzig 1723
- Die Vier heiligen Advents-Sonntage und Weyhnacht Feyertage, Leipzig 1724
- Trostreiche und erbauliche Neu Jahrs Gedancken, Leipzig 1724
- Beständliches Denckmahl kindlicher Treue, Plauen 1725
- Aufrichtige Nachrichten von dem Liede: Jesus meine Zuversicht, Schneeberg 1728
- Der Neue Schul-Trichter, Schneeberg 1736
- Die wohlangewandte Advents- und Weyhnachtszeit, Schneeberg 1737
- Die Andacht bey dem Klippeln, zu Vermeidung unnützen Geschwätzes, 1737
- Aufrichtige Vertheidigung der Nachrichten von dem Lied: Jesus meine Zuversicht, Zwickau 1739
- Der zum Beichten und Abendmahl-Gehen sich wohl bereitende Lutheraner, Schneeberg 1742
- Kleine Kinder als Engel, Schneeberg 1746
- Zuverläßige Historie aller Herren Pastoren und Superintendenten zu Plauen, Schneeberg 1747
- Lutherisches Paradieß-Gärtlein, Schneeberg 1747
- Alte und Neue Merckwürdigkeiten Von der Königl. Pohln. und Churfürstl. Sächßl. Berg-Stadt Eybenstock. Schneeberg 1747  (Digitalisat)
- Alte und neue Historie Der Königl. Pohln. und Churfürstl. Sächß. freyen Berg-Stadt Eybenstock im Meißnischen Ober-Erz-Gebürge, Schneeberg 1748, (erweiterter Nachdruck 1997)
- Die rechte Kinderzucht, und wie Eltern an ihren Kindern Freude erleben können, Schneeberg 1754
- Die Beschaffenheit der wahren Christlichen Kirchen nach ihren Kennzeichen, Gliedern und Vortheilen, Eibenstock 1761
- Beschreibung des von 1730 an privilegirten freyen Städtleins Schöneck, Schneeberg 1761